# C6orf62
C6orf62 (англ. Chromosome 6 open reading frame 62) – білок, який кодується однойменним геном, розташованим у людей на короткому плечі 6-ї хромосоми. Довжина поліпептидного ланцюга білка становить 229 амінокислот, а молекулярна маса — 27 083.
| 10         |  | 20         |  | 30         |  | 40         |  | 50         |
| ---------- |  | ---------- |  | ---------- |  | ---------- |  | ---------- |
| MGDPNSRKKQ |  | ALNRLRAQLR |  | KKKESLADQF |  | DFKMYIAFVF |  | KEKKKKSALF |
| EVSEVIPVMT |  | NNYEENILKG |  | VRDSSYSLES |  | SLELLQKDVV |  | QLHAPRYQSM |
| RRDVIGCTQE |  | MDFILWPRND |  | IEKIVCLLFS |  | RWKESDEPFR |  | PVQAKFEFHH |
| GDYEKQFLHV |  | LSRKDKTGIV |  | VNNPNQSVFL |  | FIDRQHLQTP |  | KNKATIFKLC |
| SICLYLPQEQ |  | LTHWAVGTIE |  | DHLRPYMPE  |  |            |  |            |

A: Аланін

C: Цистеїн

D: Аспарагінова кислота

E: Глутамінова кислота

F: Фенілаланін

G: Гліцин

H: Гістидин

I: Ізолейцин

K: Лізин

L: Лейцин

M: Метіонін

N: Аспарагін

P: Пролін

Q: Глутамін

R: Аргінін

S: Серин

T: Треонін

V: Валін

W: Триптофан

Задіяний у такому біологічному процесі, як альтернативний сплайсинг. 